# Sisyropa heterusiae
Sisyropa heterusiae är en tvåvingeart som först beskrevs av Daniel William Coquillett 1899.  Sisyropa heterusiae ingår i släktet Sisyropa och familjen parasitflugor. Inga underarter finns listade i Catalogue of Life.